# Hans Reinhart
Hans Reinhart (* 18. August 1880 in Winterthur; † 4. Juni 1963 ebenda) war ein Schweizer Dichter, Übersetzer und Mäzen. Er gründete 1957 eine Stiftung, die seither jährlich den Hans-Reinhart-Ring verleiht.

## Leben
Hans Reinhart entstammte der Winterthurer Handelsfamilie Reinhart, die bis heute die Volkart Gruppe leitet und die gleichnamige Stiftung betreut. Seiner Herkunft als Sohn des Winterthurer Kaufmannes und Mäzens Theodor Reinhart verdankte er die Möglichkeit, ein finanziell unabhängiges Dichterleben zu führen.
Bei einem Kuraufenthalt in Karlsbad im Nachsommer 1889 las er zum ersten Mal die Märchen von Hans Christian Andersen, die ihn tief beeindruckten und die er später zu Bühnenspielen umdichtete.
Im Jahr 1899 erlangte er an der Mittelschule der Stadt Winterthur die Matura. Als Schüler gehörte er der Mittelschulverbindung Vitodurania an, in der er den Übernamen «Müggli» erhielt. Anschliessend studierte er Philosophie, Psychologie, Germanistik, Kunst-, Theater- und Musikgeschichte in Heidelberg, Berlin, Zürich, Paris, Leipzig und München.
Nach seinen Studien begegnete er 1905 erstmals Rudolf Steiner, den er als geistigen Lehrer anerkannte. Er half später mit beim Bau des ersten Goetheanums und freundete sich mit weiteren Anthroposophen wie Albert Steffen oder Ernst Uehli an. 1917 gründete Reinhart zusammen mit Rudolf Hunziker die Literarische Vereinigung Winterthur. Sein eigenes dichterisches Werk betrachtete er nach 1920 als abgeschlossen.
Arthur Honeggers Oratorium König David wurde 1923 in Winterthur in Anwesenheit des Komponisten uraufgeführt – mit der deutschen Textfassung von Hans Reinhart, die trotz der Zwänge von Rhythmus und Reim sehr nahe am französischen Original blieb.
Von 1926 bis 1929 gab er gemeinsam mit Willy Storrer im Verlag für freies Geistesleben – dessen Mitinhaber er war – die Vierteljahresschrift Individualität heraus.
Seinen Freund, den Dichter Alfred Mombert, und dessen Schwester Ella Gutmann holte er 1941 aus dem in den französischen Pyrenäen gelegenen, im Auftrag des deutschen NS-Regimes vom Vichy-Regime ausserhalb der nach dem Waffenstillstand von Compiègne besetzten Gebiete betriebenen Konzentrationslager Camp de Gurs, in das 1940 im Rahmen der Wagner-Bürckel-Aktion die  ca. 6500 Deutschen jüdischer Abstammung aus Baden und der Saarpfalz deportiert worden waren, zu sich nach Winterthur, wo jener am 8. April des Jahres 1942 verstarb und im Park der Villa Kareol bestattet wurde, nachdem er noch den zweiten Teil seiner Dichtung Sfaira der Alte zu vollenden vermocht und in einem von Reinhart veranstalteten Privatdruck als Gabe zum siebzigsten Geburtstag hatte in Empfang nehmen können.

## Werke
- Frührot. Gedichte, Zürich 1902
- Der Tag. Gedichtwerk, Zürich 1903
  - Frührot. Der Tag. Vereinigte und veränderte Ausgabe, Stuttgart 1906
- Alfred Mombert. Der Denker. Eine Studie, Leipzig 1903
- Der Garten des Paradieses, Winterthur 1909
- Die seltene Schale. Lebensmärchen, München 1912
- Mein Bilderbuch ohne Bilder. Der Bettler. Nachtstücke, Konstanz 1917
- Gesammelte Dichtungen. Vier Bände, Erlenbach 1921–23
- Bühnenspiele aus Andersen 1898 bis 1922, Erlenbach 1923
- Die Geschichte vom Soldaten. Gelesen, gespielt und getanzt. In zwei Teilen. Freie Nachdichtung von Hans Reinhart, Zürich-Hottingen 1924
- Der Schatten. Ein Nachtstück aus Andersen, Montagnola 1925
- Ausgewählte Gedichte 1899–1929, Horgen 1929
- Ausgewählte Werke, Horgen 1930/31
  - Band 1: Lyrik und Drama
  - Band 2: Prosa
  - Band 3: Dramatische Nachdichtungen
- Fünfzig Gedichte. Zum 60. Geburtstag des Dichters, Winterthur 1940
- Das Gärtlein des stillen Knaben. 7 ausgewählte Märchen und Legenden, Winterthur 1940
- Daglar, ein Lebens-Mythus. Vereinigung Oltner Bücherfreunde, Olten 1942
- Das dramatische Werk. Dichtungen, Nachdichtungen, Bearbeitungen, St. Gallen 1953